# Лондонско училище за бизнес и финанси
Лондонското училище за бизнес и финанси (London School of Business and Finance, неофициално LSBF) е частно бизнес училище със седалище в Лондон Великобритания. 
LSBF предоставя програми за висше образование включващи магистърски степени в сферата на мениджмънт, финанси и маркетинг както и бакалавърски степени, корпоративно обучение и професионални квалификации от ACCA, CFA, CIM и CIMA. Програмите предлагани от LSBF са валидирани от институции като Grenoble Graduate School of Business, Bradford University и University of Central Lancashire.
Два от кампусите на LSBF се намират в Холборн (Holborn), централен Лондон. Училището се намира също в Манчестър и Бирмингам Великобритания както и в Торонто и Сингапур. 
Философията на обучение и образование в LSBF се основава на концепция, която предлага на студентите възможност да придобият както диплома от академична програма така и професионална квалификация.
Професор James Kirkbride е заместник-ректор на LSBF от септември 2010, a професор Alfred Morris е председател на Съвета на управителите от 2011. Патрон на LSBF е HRH Prince Michael of Kent (Негово Кралско Височество принц Майкъл от Кент).

## История
London School of Business and Finance е създадено от Аарон Етинген през 2003. Училището започва дейността си с предлагане на счетоводни и финансови програми както и обучение за професионалните квалификации ACCA и CIMA. С годините училището разработва партньорства с редица водещи висши учебни заведения с цел да осигури студентите със специализирани програми.
Училището има кампуси в Лондон, Бирмингам и Манчестър. LSBF открива първия колеж извън Великобритания в Торонто, Канада през февруари 2011. През юни 2011 LSBF отвори инсистут в Сингапур, който е единственият Азиатско-тихоокеански колеж в този регион. И в двата международни колежа, училището предлага програми по счетоводство и обучения за професионални квалификации.
LSBF има партньорство с Shanghai University и CL Educate, образователна институция, която е базирана в Индия.
Благодарение на партньорствата си ц други висши учебни заведения, включително Grenoble Graduate School of Business, University of Bradford и University of Central Lancashire, LSBF предоставя широка гама от бакалавърски и магистърски степени както и професионални квалификации.
Към края на 2010 LSBF стартира глобалната МБА програма (Global MBA) с Facebook приложение, което предлага стотици часове достъп до свободни материали безплатни за всички потребители, включващи 80 часа висококачествен видео материал. С въвеждането на това приложение, London School of Business and Finance става първото учебно заведение, което въвежда „опитайте преди да купите“ концепция и намалява бариерите свързани с традиционните магистърски степени и следдипломни квалификации.
През Април 2012, LSBF влиза в съдружие с London Metropolitan University, от което част стават поредица от университетските бакалавърски, магистърски и професионални програми предоставени от LSBF за всички международни и английски студенти във всички кампуси в Англия. През Декември 2012, това съдружие бива прекратено по взаимно съгласие, като LSBF и London Metropolitan University издават следното съобщение към медиите: „И двете страни са съгласни, че въпреки постигнатото през този период и изградените основи на въпросното сдружение, както и промените в пазара на сферата на образованието, би било по добре за всяка институция да поеме по свой собствен път“
London School of Business and Finance е част от LSBF Груп и включва London College of Contemporary Arts (LCCA), платформа за онлайн обучение InterActive, Finance Business Training (FBT), School of Fashion and Design (SFD London), LSBF School of English и St.Patrick 's College of London.

## Кампуси
LSBF се базира в центъра на Лондон. Кампусите във Великобритания се намират в Холборн, Лондон и в Манчестър и Бирмингам. LSBF има международни колежи в Сингапур и Торонто, където се предлагат подготвителни курсове за професионалната квалификация ACCA, както и корпоративно обучение.
LSBF подписа споразумение за партньорство с един от водещите китайски университети, което ще доведе до формирането на нов институт – Shanghai-London School of Business and Finance. Shanghai-London School of Business and Finance Архив на оригинала от 2012-03-13 в Wayback Machine.
LSBF има представителни офиси в Колумбия, Чехия, Хонконг, Индия, Казахстан, Пакистан, Русия, Швейцария и Обединените Арабски Емирства 

### Buildings
- LSBF builidng in Holborn, London
- LSBF building in New Court, London
- LSBF building in Birmingham, England
- Churchgate House in Oxford Street, Manchester, England
- LSBF building in Toronto, Canada
- LSBF building in Singapore

## Академиците Работа

### Програми
LSBF си сътрудничи с Grenoble Graduate School of Business за да достави двугодишни магистърски степени включващи MBA, MSc и MIB в допълнение на бакалавъра по международен бизнес (BIB). Училището също предлага двойни MBA програми, които комбинират MBA с професионална квалификация като ACCA, CFA или CIMA.
LSBF предлага широка гама специализирани и професионални програми, включващи Global MBA, MSc Finance & Investment (магистър „Финанси и инвестиции“), BSc Business Management (бакалавър „Управление на бизнеса“), дипломи в областта на счетоводството, финансите и стратегически и финансов мениджмънт.
Чрез партньорството с University of Central Lancashire (UCLAN) LSBF предлага бакалавърски програми като Bachelor in Business Administration, Bachelor in Accounting & Financial Studies и LLB Law.
В сътрудничество с Bradford University, LSBF предлага програмата LLM in International Business Law.

### Онлайн програми
LSBF доставя широк спектър от програми, чрез платформата за електронно обучение Interactive: Global MBA, MSc in Finance and Investment, MSc in Strategic Marketing, ACCA, CIMA, CFA както и набор от над 20 онлайн следдипломни квалификации. Студентите имат достъп до онлайн класни стаи, форуми за дускутиране, както и достъп до записани видео лекции, 24-часова служба за техническа поддръжка, онлайн библиотека и 'Case in Point' Harvard Business School публикации за подкрепа на студентите по време на тяхното обучение.
През 2010 LSBF разработи две авангардни приложения, използващи социалната медийна платформа Facebook: подготвителен Център на LSBF за АCCA, който предоставя подробни изследователни материали на ACCA студенти както и Global MBA, която е първата следдипломна програма в света, която е преподавана напълно чрез Facebook на принципа „опитай, преди да купиш“. Двете приложения предлагат висококачествен учебен материал, който е безплатен и на разположние на всеки. 
Студентите на LSBF Global MBA имат доплнителна възможност да се включат за оценка и да платят за тяхната квалификация. Двете приложения са признати и публикувани в националните и международните медии: LSBF Global MBA е включена във вестници като The New York Times, Reuters и Bloomberg, докато подготвителният център за ACCA на LSBF е отличен с „Study Resource of the Year“ от PQ Magazine през февуари 2011.

### Ранкинг
През юни 2011 г. програмата MSc in Finance на Grenoble Graduate School of Business, която се предлага от ЛШБФ бе класирана 6-а в света според Financial Times.
Програмата на GGSB Bachelor in International Business (BIB) предлагана в Лондон и в Гренобъл е класирана на 5-о място във Франция от вестник Le Figaro, едно от най-големите и влиятелни издания в страната.
Програмата на GGSB Master in International Business (MIB) бе класирана на 9-о място в света според Financial Times.

### КАВ оценка
LSBF са били посетени от на КАВ като част от разследване в крайна сметка добре обосновани опасения за бедните стандарти и качество на висшето образование, предлагано в LSBF. Докладът е бил освободен за обществеността на 9 август 2012. Разследващият екип установи, че на LSBF / FBT в партньорството си с Университета на Уелс нае повече студенти, отколкото си ресурс оправдано база, и че това поставя едно непоносимо бреме върху физическите и човешките ресурси. В доклада се казва, че LSBF / FBT е нает студентите на пътеки, които не са били потвърдени (без награда, ще бъдат приети от университета), въпреки реклама на тези курсове, както валидираните, като по този начин в сила намиране LSBF виновен за измама. Те изразиха дълбоката загриженост по отношение на техническата и английски език за компетентност на част от персонала, липсата на прозрачност върху долната линия такси, предполагаемо дезинформация над визова работна ограничения, объркване по отношение на наличността на някои пътища, липсата на някои учебници, както и ограничен полезността на системи за оценка и представителни. Тя продължи да заявя, че редица слабости са свързани с редица фактори, включително институционална незрялост и неадекватно разбиране на очакванията на висшето образование доставчик във Великобритания. Той установява, че в един прием на 54% от учениците се оплакват от лошото качество на образование LSBF. Освен това той декларира, че на приемния процес (до голяма степен децентрализирано на FBT / LSBF от университета) не е достатъчно тясно управлява, и доведе до приемането на много неподходящо студенти. Той заключи, че по-скоро LSBF / "FBT са въвели мерки за укрепване на своите договорености за управление на качеството, но все пак изисква да докладва в рамките на 6 седмици план за действие за справяне с проблемите.

### Стипендии
HRH Prince Michael of Kent спонсорира стипендии в LSBF за отлични студенти от развиващите се страни. Други стипендиантски програми включват Corporate Scholarship, с акцент върху свързването на студентите директно с работодателите чрез корпоративното обучение на LSBF. Scholarship for Women in Business е предназначена да насърчи повече жени на управленски позиции, които един ден да станат изпълнителни мениджъри и председатели на големи корпорации. LSBF предлага стипендии от управата на училището, както и стипендии от заместник-ректора на LSBF. 

### LSBF в медиите
През октомври 2011 г. телевизионната програма BBC3 с помощта на LSBF School of English показа документален филм за група млади имигранти, които са дошли във Великобритания, за да осъществят своите професионални мечти. Един от тях е студент в LSBF, който записва курс по английски, за да се подготви за интервю за работа.
През декември 2011, колежа бе посетен от комедиантката Джо Бранд, носителка на награда BAFTA. Тя и продуцентската компания се срещнаха с група студенти и ги интервюираха на тема бизнес. Интервюто бе излъчено по BBC4 през февруари 2012 г. 
През март 2012 г. LSBF Global MBA чрез Facebook се споменава в The Guardian, наред с други висококачествени и иновативни институции, за използването на технологиите в образованието и за най-добрите практики.
Генералният директор на LSBF Груп, Валери Кисилевски бе интервюиран от Bloomberg Business Week за ново лансираната 360 ° програма и обясни принципите на тази програма, която гарантира работа.
Генералният директор на LSBF КанадаЮлия Етинген беше интервюирана от Valor Economico, водещи бразилски вестник. В интервюто тя говори за бъдещи начинания и LSBF програми предназначени за бразилския пазар (публикувано на португалски).
Иновативната 360° програма, с нейната гаранция за дипломиралите се студенти, беше представена в The Times Higher Magazine, както и в няколко национални и международни вестници, включително The Evening Standard, London's Metro, HR Magazine и Wall Street Journal.
След посещение на LSBF в Лондон през 2012, водещият немски вестник Die Welt публикува статия за ползите от обучение в LSBF като международен студент.

## See also
- List of business schools in Europe
- An article, written by journalist, Christina Petrick-Löhr, who recently visited LSBF, was published in leading German newspaper, Die Welt, focusing on benefits of studying at LSBF as an international student See here for English translation
- An article, written by journalist Alison Damast was published in Bloomberg Business Week on September 20, 2011, focusing on the newly launched Undergraduate 360 programme.